# Надиевка (Кировоградская область)
Надиевка (укр. Надіївка; до 2025 года — Надеждовка) — село в Голованевской поселковой общине Голованевского района Кировоградской области Украины.
Население по переписи 2001 года составляло 140 человек. Почтовый индекс — 26543. Телефонный код — 5252. Занимает площадь 0,906 км². Код КОАТУУ — 3521485603.
В июне 2025 года, постановлением Верховной Рады Украины село было присвоено название Надиевка
В селе родился Герой Советского Союза Марк Лановенко.